# بلدة ألبين (ميشيغان)
ألبين (بالإنجليزية: Alpine Township, Michigan)‏ هي بلدة تقع بولاية ميشيغان في الولايات المتحدة. تبلغ مساحتها 93.2 (كم²)، وترتفع عن سطح البحر 257 م، بلغ عدد سكانها 13976 نسمة في عام تعداد الولايات المتحدة 2000 حسب إحصاء مكتب تعداد الولايات المتحدة وتصل الكثافة السكانية فيها 150.5 نسمة/كم2.

## وصلات خارجية
- - The US50 - Cities and Towns in Michigan State
- Michigan Cities and Towns, Facts, Map, Flag, Colleges, Government, and More